# Hans Otto Lohrengel
Hans Otto Lohrengel (* 1953 in Köln) ist ein deutscher Bildhauer und Fotokünstler.

## Leben
Lohrengel wuchs in Köln auf. Nach einer pädagogischen Ausbildung studierte er von 1976 bis 1980 Bildhauerei / Bauplastik / Freie Kunst am Fachbereich Kunst und Design (ehemals Kölner Werkschulen) der FH für Kunst und Design Köln bei Hans Karl Burgeff. Seit 1983 ist Lohrengel hauptberuflich freischaffender Künstler. Er lebt und arbeitet in Breitscheid (Westerwald).
Lohrengel ist Mitglied im Berufsverband Bildender Künstler Rheinland-Pfalz.

## Werk

### Plastische Arbeiten

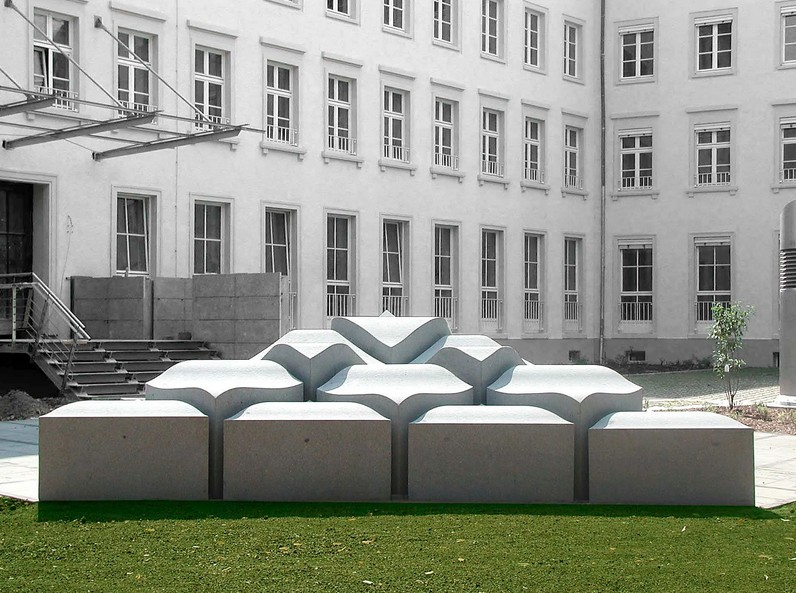
Großplastik "Wasser und Statistik" vor der Bundesanstalt für Gewässerkunde, Koblenz

Ein Hauptarbeitsgebiet Lohrengels ist Kunst im öffentlichen Raum und Kunst am Bau. Hier realisierte er bisher (Stand Juni 2025) über 40 Aufträge, meist infolge gewonnener öffentlicher Ausschreibungen bzw. Wettbewerbe. Seine größte Skulptur „Stabilus“ (abgeleitet vom Firmennamen) schuf Lohrengel 2004 für die Firma Stabilus im Koblenzer Industriegebiet. Zu Lohrengels Hauptwerken zählt auch die Großplastik „Wasser und Statistik“ vor der Bundesanstalt für Gewässerkunde in Koblenz (2003). Hier benutzte er hauptsächlich wellenförmige Formelemente. Für seine großen bildhauerischen Arbeiten verwendet Lohrengel hauptsächlich COR-TEN-Stahl, Edelstahl, Basaltlava und Granit. Seine kleineren plastischen Arbeiten verwirklicht er meist in Lindenholz oder Bronze.
Ein wiederkehrendes Thema in Lohrengels Werk ist die Gegenüberstellung von harmonischen und aggressiven Formelementen wie Wellen- oder Zickzacklinien. Diese finden sich etwa in den Zügen des stark abstrahierten Profils des zentralen Motivs „Kopf“ als Träger des menschlichen Geistes und Bewusstseins.

### Fotografie

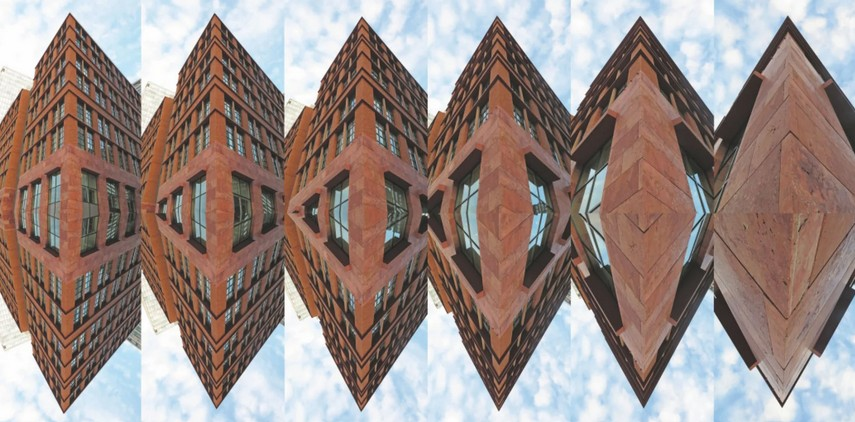
Digitale Fotocollage "Architekturen S23"

Seit 2016 widmet sich Lohrengel verstärkt der künstlerischen Fotografie. Auch seine digitalen Fotocollagen, die er „Neue Bildwelten“ nennt, enthalten die Elemente Harmonie und Aggression. Für seine Werke, die Lohrengel vornehmlich auf Alu-Dibond hinter Acrylglas fertigen lässt, fotografiert er Architektur an den unterschiedlichsten Standorten und aus verschiedenen Blickwinkeln. Anders als reine Architekturfotografen lichtet Lohrengel seine Objekte nicht mit dokumentarischem Charakter ab. Es steht nicht der Ort selbst im Fokus, sondern die Einzigartigkeit der Strukturen wie Licht- und Schattenspiel. Er kombiniert und verbindet unterschiedliche Bildmotive zu neuen Einheiten, die auf den ersten Blick wenig bis keinen Bezug zueinander haben. Dies erreicht er mit formalen Bezugspunkten, die die Inhalte in den panoramaformatigen Fotocollagen in neue Beziehungen setzen. Am Computer fügt der Künstler seine Fotografien zusammen, so dass für den Betrachter neue und ungewöhnliche Bildwelten, oftmals mit ornamentalen Strukturen, entstehen.

### Bildhauersymposien
In den Jahren 2000 und 2005 war Lohrengel künstlerischer Leiter und Initiator von zwei Bildhauersymposien zum Thema „Künstler gegen Gewalt“:
- 2000 Landesgedenkstätte KZ Osthofen mit fünf Künstlern, mit begleitender Ausstellung, Katalog und Film[10]
- 2005 auf dem Gelände der Festung Ehrenbreitstein in Koblenz mit vier Künstlern, mit begleitender Ausstellung und Katalog Künstler gegen Gewalt : 4 Steinmale[11]

Teilnahme an weiteren Bildhauersymposien:
- 1992 Bad Kösen, 3. Internationales Bildhauersymposium des Landes Sachsen-Anhalt
- 2003 Sangerhausen, Sachsen-Anhalt, mit Katalog "Skulpturen für Sangerhausen : gewachsen in Stein"
- 2015 Rastede, Niedersachsen[12]

## Kunst im öffentlichen Raum / Kunst am Bau (Auswahl)

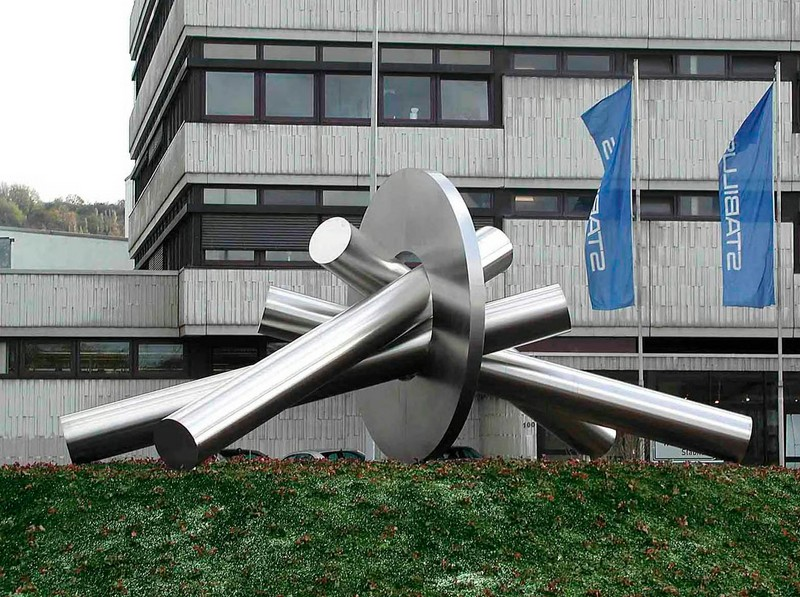
Großplastik "Stabilusskulptur" vor dem Stabilus-Werk in Koblenz"

- 1990 Skulptur, zwei lebensgroße Figuren (August Reichensperger und Ewaldus Weiß) für den Rathausturm Köln (Tuffstein)
- 1997 Relief, Protestantisches Alten- und Pflegeheim Enkenbach-Alsenborn (Eiche / Sperrholz)[13]
- 1998 Skulptur, Neue Polizeidirektion Neuwied (Trachyt, 250 cm hoch)[14]
- 1998 Skulpturen, Bundesanstalt für Gewässerkunde (Koblenz), Innen- und Außenbereich (Granit / Basaltlava / Lindenholz)[15]
- 2000 Skulptur, Grundschule Koblenz-Niederberg (Basaltlava)
- 2000 Skulptur, Landesgedenkstätte KZ Osthofen/Worms (Sandstein)[15]
- 2001 Relief, Duale Oberschule Kirchen (Sieg), Wandrelief, Glasgestaltung (Aluminium / Farbglas)[15]
- 2002 Freiplastik im Außenbereich des Diakoniekrankenhauses Ingelheim (Basaltlava / Edelstahl)[16]
- 2003 Skulptur, Fertigstellung Innen/Außenbereich Bundesanstalt für Gewässerkunde (Koblenz) (Granit / Basaltlava / Holz)[7]
- 2004 Plastik, Wellenskulptur für Wasserband, Landesgartenschau in Trier (COR-TEN-Stahl, 5 m lang)[17]
- 2004 Plastik, Großplastik für Firma Stabilus in Koblenz (Edelstahl, 7 m lang, 3 m hoch)[5]
- 2005 Skulptur, Thema Gewalt, Bildhauersymposium auf der Festung Ehrenbreitstein, Koblenz (Sandstein)
- 2005 Plastik, integrierte Gesamtschule Kastellaun, Kunstwerke an drei Standorten (Edelstahl / Farbglas)[18]
- 2006 Skulptur, 3 Sitzobjekte für DOS-Schule Koblenz-Asterstein (Granit)[15]
- 2006 Skulptur, Ankauf Kopf-Skulpturengruppe Westerwald Bank Hachenburg (Lindenholz)
- 2006 Skulptur, Wellenartige Sitzobjekte, Schulhof Hauptschule Remagen-Kripp (Granit)[19]
- 2008 Plastik, temporärer Standort für Kopfskulptur, Skulpturenpark der Landesgartenschau Bingen (COR-TEN-Stahl)[20]
- 2009 Brunnen "Aggression und Harmonie", Brunnenhof Königspfalz, Koblenz (Bronze)[21]
- 2013 Plastik, Römische Rahmen, GTS-Gebäude am Römerkastel, Alzey (Bronze / Edelstahl)[22]
- 2014 Plastik, Ankauf Kulturamt Stadt Bad Vilbel für Skulpturenpark am Theater (COR-TEN-Stahl)[15]
- 2014 Plastik, Mensa/Bibliotheksgebäude Cusanus-Gymnasium Wittlich (Bronze / Edelstahl)[23]
- 2014 Skulptur, Rastede/Oldenburg im Rahmen eines Bildhauersymposiums (Anröchter Dolomit)[12]
- 2015 Relief, Neubau Technikraum an der Fachoberschule für Metalltechnik in Asbach (Westerwald) (Edelstahl)[24]
- 2015 Plastik, Sporthalle Umwelt-Campus Birkenfeld (Edelstahl)[15]
- 2021 Relief und Plastik, Neubau Kita Linz (Edelstahl / Aluminium)

## Einzelausstellungen (Auswahl)
- 2000 Essenheimer Kunstverein
- 2001 Kreisgalerie Dahn
- 2002 Galerie Stricker, Aachen
- 2003 Roentgen-Museum, Neuwied
- 2008 Galerie KK Koblenz
- 2011 Galerie 21 Köln
- 2023 Museum Stangenberg Merck, Seeheim-Jugenheim[25]
- 2024 Roentgen-Museum, Neuwied[26]

## Gruppenausstellungen (Auswahl)
- 1990 Ausstellung Städtische Galerie Wesseling
- 1992 Kulturfabrik Trier *
- 1993 Großplastiken im Zoo Neuwied *
- 1994 Kunsthalle Romanisches Haus Bad Kösen, Sachsen-Anhalt *
- 1999 Galerie Ralf Quest, Wiesbaden
- 2000 ST-ART Strasbourg, 2000 *
- 2000 Ausstellung "Künstler gegen Gewalt" Gedenkstätte KZ Osthofen *
- 2002 Forum für Kunst und Architektur, Essen
- 2003 Keramikmuseum Höhr-Grenzhausen, Objekte 71 *
- 2004 Landesvertretung Rheinland-Pfalz beim Bund in Berlin
- 2004 Landesgartenschau Trier, Skulpturenpark *
- 2005 Ausstellung "Künstler gegen Gewalt" Festung Ehrenbreitstein Koblenz *
- 2007 Kunstverein Mittelrhein, Villa Belgrano
- 2007 form + farbe 2007 AKM Koblenz *
- 2007 - 2015 Galerie 15a Beeldentuin, Arnhem, Niederlande
- 2008 Landesgartenschau Bingen, Skulpturenpark *
- 2011 - 2013 Bad Vilbel (Hessen), Skulpturenpark
- 2012 Galerie InterArt Beeldentuin, Heeswijk (’s-Hertogenbosch, Niederlande) *
- 2013 art-figura, Stadt Schwarzenberg *
- 2014 und 2015 Skulpturenpark Schlosspark Stammheim, Köln *
- 2014 Museum Modern Art, Hünfeld, Sammlung Blum, 2. Preisträger Wettbewerbsausstellung
- 2014 20. Ausstellung Natur-Mensch, Sankt Andreasberg *
- 2015 Museum Modern Art, Fulda, Sammlung Blum, Ausstellung der Preisträger
- 2015 Palais Rastede, Rastede, Niedersachsen
- 2015 Galerie Liebau, Burghaun, Hessen
- 2020 FLUX4ART, Landeskunstausstellung Rheinland-Pfalz[27]
- 2023 Kunstverein Donnersbergkreis, Kirchheimbolanden, Rheinland-Pfalz
- 2024 Kunstverein Worms

## Präsenz in Museen und Sammlungen (Auswahl)
- Ankäufe der Landeskunstsammlung Rheinland-Pfalz, Mainz
- Roentgen-Museum Neuwied
- Stadt Bad Vilbel, Hessen
- Mittelrhein-Museum Koblenz, Artothek
- Sammlung der Westerwald Bank Hachenburg
- Ankäufe des Kreises Neuwied
- Ankäufe der Stadt Neuwied
- Private Ankäufe/Kunstsammlungen

## Auszeichnungen (Auswahl)
- Vielfacher 1. Preisträger bei Kunst-am-Bau-Wettbewerben (ab 1980)[4]
- 2015 2. Preis, Museum Modern Art, Fulda, Sammlung Blum, Wettbewerbsausstellung
- 2021 Stipendium für Fotografie der Stiftung Kulturwerk/VG Bild-Kunst, Bonn

## Werke
- Hans Otto Lohrengel: Neue Bildwelten, digitale Fotocollagen. Edition 7m Breitscheid 2022[28]
- Hans Otto Lohrengel: Neue Köpfe braucht das Land. Edition 7m Breitscheid 2022[28]
- Hans Otto Lohrengel: Fotocollagen 1. digitale Fotocollagen. Edition 7m Breitscheid 2019[28]
- Hans Otto Lohrengel: LichtSchatten. Sehbuch, Edition 7m Breitscheid 2018, ISBN 978-3-9817555-7-2
- Hans Otto Lohrengel: Spiegelungen. Sehbuch, Edition 7m Breitscheid 2018[28]
- Hans Otto Lohrengel: Perspektiven. Sehbuch, Edition 7m Breitscheid 2018, ISBN 978-3-9817555-9-6
- Hans Otto Lohrengel: Wolkenbilder. Sehbuch, Edition 7m Breitscheid 2017, ISBN 978-3-9817555-5-8
- Hans Otto Lohrengel: Wellenschnitte. Sehbuch, Edition 7m Breitscheid 2017, ISBN 978-3-9817555-3-4
- Hans Otto Lohrengel: Kabelhimmel. Sehbuch, Edition 7m Breitscheid 2017[28]
- Hans Otto Lohrengel: Strukturen. Sehbuch, Edition 7m Breitscheid 2017, ISBN 978-3-9817555-4-1
- Hans Otto Lohrengel: Architekturen. Sehbuch, Edition 7m Breitscheid 2017, ISBN 978-3-9817555-6-5
- Hans Otto Lohrengel: Kunst am Bau an Schulen und öffentlichen Einrichtungen. Edition 7m, Breitscheid, ISBN 978-3-00-044548-4
- Hans Otto Lohrengel: Figürliche Plastik: 1980-2000; Bronze, Stein, Holz. Edition 7m Breitscheid 2015, ISBN 978-3-9817555-0-3
- Hans Otto Lohrengel: Foto-Editionen, Plakat-Kunstdruck-Editionen, Holzschnitt-Editionen. Edition 7m, Breitscheid 2015, ISBN 978-3-9817555-1-0
- Hans Otto Lohrengel: Skulptur im öffentlichen Raum. Edition 7m, Breitscheid 2015, ISBN 978-3-00-044546-0
- Hans Otto Lohrengel: Skulptur: Beispiele in Stahl Bronze Stein Beton Holz. Edition 7m, Breitscheid 2014, ISBN 978-3-00-044547-7
- Hans Otto Lohrengel: Künstler gegen Gewalt : Fotodokumentation : (5 Steinmale) : Bildhauersymposium und Ausstellung in der Gedenkstätte KZ Osthofen, Edition 7m, Breitscheid 2000[28]
- Hans Otto Lohrengel: Künstler gegen Gewalt - 4 Steinmale. Festung Ehrenbreitstein Koblenz, Edition 7m, Breitscheid 2005[28]
- Hans-Otto Lohrengel: Kunst im öffentlichen Raum: Beispiele ausgeführter Arbeiten und Entwürfe. Edition 7m, Breitscheid 2013[28]
- Hans-Otto Lohrengel: Skulptur: [Kopfplastik, Steinwellen, Wellenstelen]. Edition 7m, Breitscheid 2011[28]
- Hans-Otto Lohrengel: Foto-Editionen: 1999-2002. Edition 7m, Breitscheid 2010[28]